# Военная академия бронетанковых войск
Военная орденов Ленина и Октябрьской Революции, Краснознамённая академия бронетанковых войск имени Маршала Советского Союза Р. Я. Малиновского — высшее военное учебное заведение Вооружённых Сил СССР и Вооружённых Сил Российской Федерации, занимавшееся подготовкой старших и высших офицеров командно-штабного профиля и инженеров-механиков для танковых войск. Академия существовала с 1932 года по 1998 год.
Преобразована в Общевойсковую академию Вооружённых Сил Российской Федерации.
Дислокация — Екатерининский дворец в Лефортово.

## История

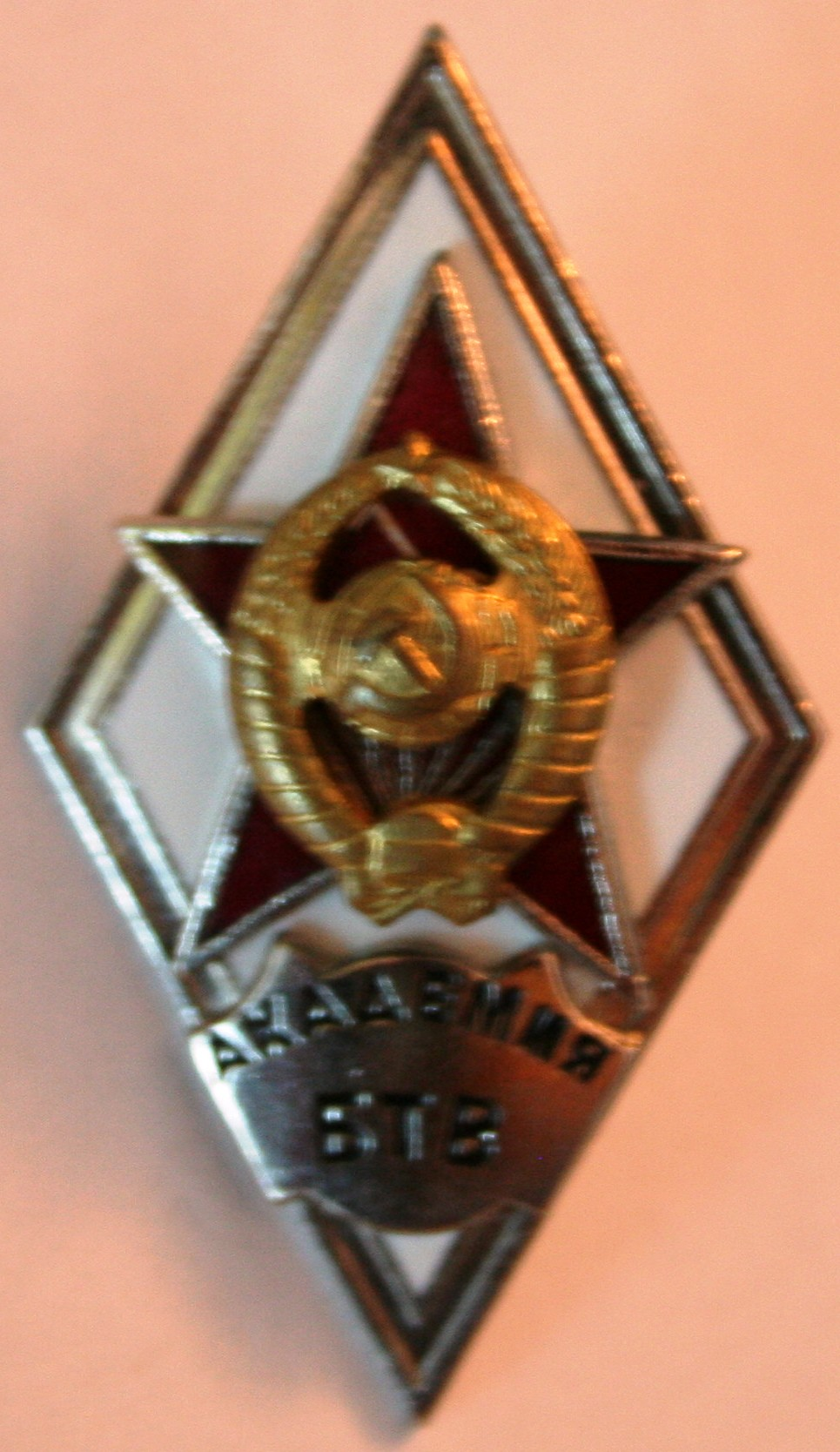
Знак выпускника академии

Основана на основании постановления Совета Труда и Обороны СССР приказом Реввоенсовета СССР от 13 мая 1932 года как Военная академия механизации и моторизации РККА (ВАММ РККА) имени И. В. Сталина на базе факультета механизации и моторизации Военно-технической академии имени Ф. Э. Дзержинского (существовал с 1930 года) и Московского автотракторного института имени М. В. Ломоносова. Академия стала первым в мире учебным заведением академического уровня по подготовке командного состава танковых войск.
Изначально было создано четыре факультета: командный, эксплуатационный, конструкторский и промышленный. Первый выпуск (16 человек) состоялся в 1933 году, все выпускники были с командного факультета. В 1935—1936 годах существовал инженерно-командный факультет, в 1932—1941 годах (с перерывом в 1937—1938 гг.) — вечерний факультет, в 1938—1941 годах — инженерный факультет по горюче-смазочным материалам, в 1938—1941 годах — факультет заочного обучения. Впоследствии промышленный (в 1936 году) и конструкторский (в 1933 году) факультеты были упразднены. В конце 1930-х годов были созданы инженерный автотракторный факультет, курсы переподготовки, курсы усовершенствования командного состава.
Академия серьёзно пострадала во время массовых репрессий в РККА: были расстреляны два бывших начальника академии, четверо заместителей и помощников начальника, все начальники факультетов, значительная часть преподавательского состава.
В годы Великой Отечественной войны академия стала крупнейшим учебным заведением по подготовке офицеров-танкистов в связи с резким ростом и значением автобронетанковых войск. Были сокращены сроки обучения, при этом резко возросло количество слушателей. С 1943 года в составе академии существовали факультеты: командный, инженерно-танковый, инженерно-автоброневой и автотракторный, академические курсы усовершенствования офицерского состава и курсы по подготовке начальников химической службы танковых частей.
В 1941 году из состава военнослужащих и ряда выпускников академии были сформированы танковый батальон и две танковые роты, которые участвовали в боях на Северо-Западном фронте и на Западном фронте. С октября 1941 по август 1943 годов академия действовала в эвакуации в Ташкенте.
После войны наряду с учебным процессом росла роль научно-исследовательской работы в академии. Ученые академии участвовали в разработке важнейших проблем развития бронетанковой техники, теории боевого применения танковых войск, обеспечения и организации деятельности танковых войск. В академии работали крупные учёные А. А. Благонравов, Н. Р. Бриллинг, Н. С. Пискунов, П. А. Ротмистров и другие.
С 1996 по 2008 года годов в Академии осуществлялось обучение курсантов по программам (квалификации) «инженер», по специальности «многоцелевые гусеничные и колёсные машины», после окончания Академии присваивалось воинское звание (в/з) — «лейтенант».
1 ноября 1998 года в соответствии с постановлением Правительства Российской Федерации от 29 августа 1998 года, на базе Военной орденов Ленина и Октябрьской Революции, Краснознамённой академии бронетанковых войск имени Маршала Советского Союза Р. Я. Малиновского, Военной орденов Ленина и Октябрьской Революции, Краснознамённой, ордена Суворова академии имени М. В. Фрунзе и Высших офицерских орденов Ленина и Октябрьской Революции, Краснознамённых курсов «Выстрел» имени Маршала Советского Союза Б. М. Шапошникова образована Общевойсковая академия Вооружённых Сил Российской Федерации.

## Наименования академии

Пригласительный билет на выпуск военных инженеров Академия механизации и моторизации РККА имени т. Сталина, 1936 год.

Формирование имело следующие наименования:
- 13.05.1932—22.03.1933 — Военная академия механизации и моторизации РККА.
- 22.03.1933—17.04.1943 — Военная академия механизации и моторизации РККА имени И. В. Сталина.
- 17.04.1943—10.05.1954 — Военная ордена Ленина академия бронетанковых и механизированных войск Красной Армии имени И. В. Сталина.
- 10.05.1954—30.12.1961 — Военная ордена Ленина академия бронетанковых войск имени И. В. Сталина.
- 30.12.1961—16.06.1967 — Военная ордена Ленина академия бронетанковых войск.
- 16.06.1967—1980 — Военная ордена Ленина, Краснознамённая академия бронетанковых войск имени Маршала Советского Союза Р. Я. Малиновского.
- 1980—01.11.1998 — Военная орденов Ленина и Октябрьской Революции, Краснознамённая академия бронетанковых войск имени Маршала Советского Союза Р. Я. Малиновского.

## Награды академии
- Орден Ленина (22.02.1941)
- Орден Октябрьской Революции (30.09.1980)
- Орден Красного Знамени (1965)
- Ордена ГДР, Болгарии, Венгрии, Польши, Монголии, Кубы и Йемена[5]

## Начальники
- 1932—1933 — Зонберг Жан Фрицевич, начальник и военный комиссар;
- 1933—1936 — комкор Германович Маркиан Яковлевич;
- 1936—1939 — дивинженер Лебедев Иван Андрианович;
- 1939—1947 — генерал-лейтенант танковых войск Ковалёв Григорий Николаевич
- 1947—1947 — генерал-лейтенант танковых войск Вершинин Борис Георгиевич;
- 1947—1948 — генерал-лейтенант танковых войск Сухов Иван Прокофьевич;
- 1948—1954 — генерал-лейтенант танковых войск Васильев Иван Дмитриевич;
- 1954—1956 — маршал бронетанковых войск Богданов Семён Ильич;
- 1956—1958 — генерал-полковник Голиков Филипп Иванович;
- 1958—1964 — маршал бронетанковых войск, с апреля 1962 — Главный маршал бронетанковых войск Ротмистров Павел Алексеевич;
- 1964—1964 — генерал-полковник танковых войск Жданов Владимир Иванович;
- 1964—1967 — генерал-полковник танковых войск Марков Пётр Алексеевич;
- 1967—1969 — маршал бронетанковых войск Бабаджанян Амазасп Хачатурович;
- 1969—1986 — генерал-полковник, с апреля 1975 маршал бронетанковых войск Лосик Олег Александрович;
- 1987—1991 — генерал-полковник Гордиенко Вячеслав Митрофанович;
- 1991—1992 — генерал-полковник Калинин Николай Васильевич;
- 1992—1997 — генерал-полковник Фуженко Иван Васильевич.

## Выпускники

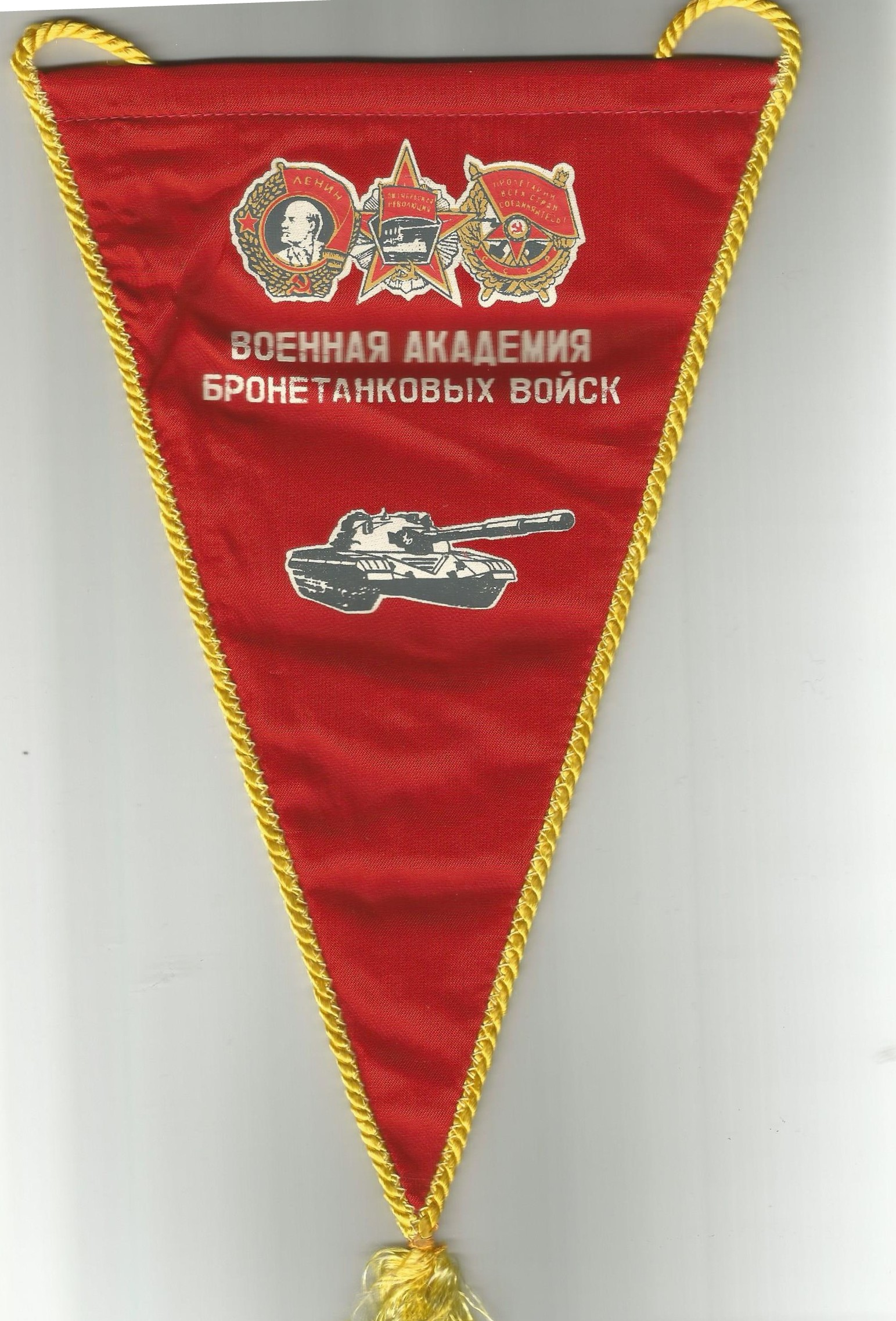
Вымпел ВАБТВ.

Среди выпускников академии — Маршалы Советского Союза В. И. Чуйков, С. К. Куркоткин, С. Л. Соколов, С. Ф. Ахромеев; главный маршал артиллерии В. Ф. Толубко; маршалы бронетанковых войск С. И. Богданов, П. П. Полубояров, М. Е. Катуков; советские генералы армии П. А. Белик, В. А. Беликов, А. Л. Гетман, А. А. Епишев, Е. Ф. Ивановский, М. М. Зайцев, И. Д. Черняховский, С. М. Штеменко, И. Е. Шавров, И. Н. Шкадов, И. К. Яковлев; российские генералы армии В. В. Герасимов, В. П. Дубынин, А. В. Квашнин, Н. Е. Рогожкин, И. Н. Родионов, Ю. Н. Якубов; крупные танковые конструкторы Ж. Я. Котин, В. Н. Венедиктов, Ермолаев А. С. и многие другие.
Во время Великой Отечественной войны свыше 200 воспитанникам академии было присвоено звания Героя Советского Союза, а 11 из них стали дважды Героями (В. С. Архипов, А. А. Асланов, С. И. Богданов, И. Н. Бойко, М. Е. Катуков, З. К. Слюсаренко, М. Г. Фомичёв, С. В. Хохряков, И. Д. Черняховский, В. И. Чуйков, С. Ф. Шутов). Героями Российской Федерации стали 13 выпускников академии (М. А. Ашуров, В. П. Брюхов, В. В. Булгаков, В. П. Дубынин, С. В. Качковский , А. В. Квашнин , С. А. Кислов, О. А. Козлов, Е. В. Кукарин, М. М. Рафиков, Ю. Г. Сулименко, Г. Н. Трошев, Л. И. Щербаков).